# Саво (остров)
Са́во (англ. Savo Island) — остров в Тихом океане в составе архипелага Соломоновы острова, приблизительно в 35 км к северу от острова Гуадалканал. Административно входит в состав Центральной провинции государства Соломоновы Острова.

## География
На острове — действующий вулкан с двойным кратером. Его последнее извержение произошло между 1835 и 1850 годами и привело к крайне серьёзным потерям. До этого извержение происходило в 1568 году. По данным всемирной организации наблюдений за вулканами, их периодичность составляет 100—300 лет.
На острове много гейзеров, горячих вод. На острове тёплая вулканическая почва. В эту почву курицы закапывают яйца, из которых птенцы вылупляются через 8—9 недель.

## История
Остров Саво получил известность в ходе Второй мировой войны, поскольку связан с несколькими сражениями между ВМС США и Императорским флотом Японии.
- Бой у острова Саво (9 августа 1942 года).
- Бой у мыса Эсперанс (11—12 октября 1942 года).
- Морское сражение за Гуадалканал (13—15 ноября 1942 года).
- Бой у Тассафаронга (30 ноября 1942 года).

## Население
По переписи 2009 года на острове проживает 3137 человек. В настоящее время на острове Саво — 14 прибрежных деревень.

## Факты
- Десятый премьер-министр Соломоновых Островов Аллан Кемакеза родом с Саво[2].
- В игре Commandos 2: Men of Courage присутствует миссия «Остров Саво». Правда, в ней он отличается от настоящего — в игре это целый бункер, тогда как в действительности на Саво не было прибрежной батареи. Это связано с тем, что миссия была создана под влиянием фильма «Пушки острова Навароне»[источник не указан 3339 дней].